# Mariāhū
Mariāhū är en ort i Indien.   Den ligger i distriktet Jaunpur och delstaten Uttar Pradesh, i den centrala delen av landet, 600 km sydost om huvudstaden New Delhi. Mariāhū ligger 94 meter över havet och antalet invånare är 22 248.
Terrängen runt Mariāhū är mycket platt. Runt Mariāhū är det tätbefolkat, med 982 invånare per kvadratkilometer. Närmaste större samhälle är Jaunpur, 18,6 km nordost om Mariāhū. Trakten runt Mariāhū består till största delen av jordbruksmark.